# Helge Larsson
Helge Teodor Larsson (Estocolmo, 25 de octubre de 1916-Hägersten, 19 de noviembre de 1971) fue un deportista sueco que compitió en piragüismo en la modalidad de aguas tranquilas.
Participó en los Juegos Olímpicos de Berlín 1936, obteniendo una medalla de bronce en la prueba de K2 10 000 m.

## Palmarés internacional
| Juegos Olímpicos | Juegos Olímpicos   | Juegos Olímpicos  | Juegos Olímpicos |
| Año              | Lugar              | Medalla           | Evento           |
| ---------------- | ------------------ | ----------------- | ---------------- |
| 1936             | Berlín ( Alemania) | Medalla de bronce | K2 10 000 m      |